# 헤이군 (이와테현)

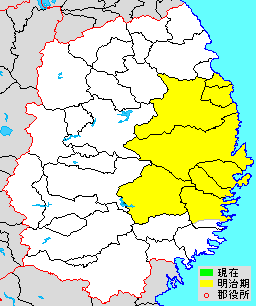
이와테현 헤이군의 위치

헤이군(閉伊郡)은 일본 이와테현에 있던 군이다. 율령국 하에서는 무쓰국(후에 리쿠추국)에 속했다. 말의 산지로 알려졌다.

## 군역
1878년 행정 구역으로 발족 당시의 군역은 도노시·미야코시·가미헤이군·시모헤이군 및 가마이시시의 대부분에 해당한다. 분할 이전의 무쓰국에서는 쓰가루군에 이어 면적이 컸고, 리쿠추국에서는 가장 면적이 컸던 군이다.

## 역사
- 1878년 11월 26일 - 군구정촌 편제법이 이와테현에서 시행되면서, 행정 구역으로서의 헤이군이 발족.
- 1879년 1월 4일 - 분할되어, 미야코촌 외 41촌의 구역으로 히가시헤이군(東閉伊郡)이, 요코타촌 외 34촌의 구역으로 니시헤이군(西閉伊郡)이, 가마이시촌 외 31촌의 구역으로 미나미헤이군(南閉伊郡)이, 이와이즈미촌 외 23촌의 구역으로 기타헤이군(北閉伊郡)이, 가와이촌 외 12촌 구역으로 나카헤이군(中閉伊郡)이 각각 발족. 이날 헤이군은 폐지됨.

## 참고 문헌
- 《가도카와 일본 지명 대사전》 편집위원회, 편집. (1985년 2월 7일). 《가도카와 일본 지명 대사전》. 3 이와테현. 가도카와 쇼텐. ISBN 4040010302.

## 같이 보기
- 가미헤이군
- 시모헤이군